# Клеменц, Герман Фёдорович
Герман Фёдорович Клеменц (нем. Hermann Karl Eduard Clemenz, 23 января 1846, Дерпт — 28 марта 1908) — российский и лифляндский шахматист, второй редактор немецкой газеты «Sankt Petersburger Herold» в Санкт-Петербурге.
Клеменц родился в Дерпте (ныне Тарту, Эстония; тогда — Лифляндская губерния Российской империи). Начал свою шахматную карьеру в родном городе; затем жил в Санкт-Петербурге, где участвовал в нескольких турнирах высокого уровня. Был одним из сильнейших шахматистов столицы в 1870—1880-е. В 1876 и 1877 годах занимал 4-е место в Санкт-Петербурге, и 3-е место в 1901 году.
На турнире 1880—1881 гг. занял третье место после М. И. Чигорина и С. З. Алапина.
Его именем назван Дебют Клеменца; 1. h2-h3, который он использовал в 1873 году.

## Примечательная партия
|   | a | b | c | d | e | f | g | h |   |
| - | --- | --- | --- | --- | --- | --- | --- | --- | - |
| 8 | a8 чёрная ладья · f8 чёрный король · h8 чёрная ладья · a7 чёрная пешка · b7 чёрная пешка · c7 чёрная пешка · e7 чёрный конь · f7 чёрный конь · h7 чёрная пешка · e6 белый конь · f6 белый конь · e5 чёрная пешка · d4 чёрный слон · a3 чёрный ферзь · a2 белая пешка · f2 белая пешка · g2 белая пешка · h2 белая пешка · a1 белая ладья · e1 белая ладья · g1 белый король | a8 чёрная ладья · f8 чёрный король · h8 чёрная ладья · a7 чёрная пешка · b7 чёрная пешка · c7 чёрная пешка · e7 чёрный конь · f7 чёрный конь · h7 чёрная пешка · e6 белый конь · f6 белый конь · e5 чёрная пешка · d4 чёрный слон · a3 чёрный ферзь · a2 белая пешка · f2 белая пешка · g2 белая пешка · h2 белая пешка · a1 белая ладья · e1 белая ладья · g1 белый король | a8 чёрная ладья · f8 чёрный король · h8 чёрная ладья · a7 чёрная пешка · b7 чёрная пешка · c7 чёрная пешка · e7 чёрный конь · f7 чёрный конь · h7 чёрная пешка · e6 белый конь · f6 белый конь · e5 чёрная пешка · d4 чёрный слон · a3 чёрный ферзь · a2 белая пешка · f2 белая пешка · g2 белая пешка · h2 белая пешка · a1 белая ладья · e1 белая ладья · g1 белый король | a8 чёрная ладья · f8 чёрный король · h8 чёрная ладья · a7 чёрная пешка · b7 чёрная пешка · c7 чёрная пешка · e7 чёрный конь · f7 чёрный конь · h7 чёрная пешка · e6 белый конь · f6 белый конь · e5 чёрная пешка · d4 чёрный слон · a3 чёрный ферзь · a2 белая пешка · f2 белая пешка · g2 белая пешка · h2 белая пешка · a1 белая ладья · e1 белая ладья · g1 белый король | a8 чёрная ладья · f8 чёрный король · h8 чёрная ладья · a7 чёрная пешка · b7 чёрная пешка · c7 чёрная пешка · e7 чёрный конь · f7 чёрный конь · h7 чёрная пешка · e6 белый конь · f6 белый конь · e5 чёрная пешка · d4 чёрный слон · a3 чёрный ферзь · a2 белая пешка · f2 белая пешка · g2 белая пешка · h2 белая пешка · a1 белая ладья · e1 белая ладья · g1 белый король | a8 чёрная ладья · f8 чёрный король · h8 чёрная ладья · a7 чёрная пешка · b7 чёрная пешка · c7 чёрная пешка · e7 чёрный конь · f7 чёрный конь · h7 чёрная пешка · e6 белый конь · f6 белый конь · e5 чёрная пешка · d4 чёрный слон · a3 чёрный ферзь · a2 белая пешка · f2 белая пешка · g2 белая пешка · h2 белая пешка · a1 белая ладья · e1 белая ладья · g1 белый король | a8 чёрная ладья · f8 чёрный король · h8 чёрная ладья · a7 чёрная пешка · b7 чёрная пешка · c7 чёрная пешка · e7 чёрный конь · f7 чёрный конь · h7 чёрная пешка · e6 белый конь · f6 белый конь · e5 чёрная пешка · d4 чёрный слон · a3 чёрный ферзь · a2 белая пешка · f2 белая пешка · g2 белая пешка · h2 белая пешка · a1 белая ладья · e1 белая ладья · g1 белый король | a8 чёрная ладья · f8 чёрный король · h8 чёрная ладья · a7 чёрная пешка · b7 чёрная пешка · c7 чёрная пешка · e7 чёрный конь · f7 чёрный конь · h7 чёрная пешка · e6 белый конь · f6 белый конь · e5 чёрная пешка · d4 чёрный слон · a3 чёрный ферзь · a2 белая пешка · f2 белая пешка · g2 белая пешка · h2 белая пешка · a1 белая ладья · e1 белая ладья · g1 белый король | 8 |
| 7 | a8 чёрная ладья · f8 чёрный король · h8 чёрная ладья · a7 чёрная пешка · b7 чёрная пешка · c7 чёрная пешка · e7 чёрный конь · f7 чёрный конь · h7 чёрная пешка · e6 белый конь · f6 белый конь · e5 чёрная пешка · d4 чёрный слон · a3 чёрный ферзь · a2 белая пешка · f2 белая пешка · g2 белая пешка · h2 белая пешка · a1 белая ладья · e1 белая ладья · g1 белый король | a8 чёрная ладья · f8 чёрный король · h8 чёрная ладья · a7 чёрная пешка · b7 чёрная пешка · c7 чёрная пешка · e7 чёрный конь · f7 чёрный конь · h7 чёрная пешка · e6 белый конь · f6 белый конь · e5 чёрная пешка · d4 чёрный слон · a3 чёрный ферзь · a2 белая пешка · f2 белая пешка · g2 белая пешка · h2 белая пешка · a1 белая ладья · e1 белая ладья · g1 белый король | a8 чёрная ладья · f8 чёрный король · h8 чёрная ладья · a7 чёрная пешка · b7 чёрная пешка · c7 чёрная пешка · e7 чёрный конь · f7 чёрный конь · h7 чёрная пешка · e6 белый конь · f6 белый конь · e5 чёрная пешка · d4 чёрный слон · a3 чёрный ферзь · a2 белая пешка · f2 белая пешка · g2 белая пешка · h2 белая пешка · a1 белая ладья · e1 белая ладья · g1 белый король | a8 чёрная ладья · f8 чёрный король · h8 чёрная ладья · a7 чёрная пешка · b7 чёрная пешка · c7 чёрная пешка · e7 чёрный конь · f7 чёрный конь · h7 чёрная пешка · e6 белый конь · f6 белый конь · e5 чёрная пешка · d4 чёрный слон · a3 чёрный ферзь · a2 белая пешка · f2 белая пешка · g2 белая пешка · h2 белая пешка · a1 белая ладья · e1 белая ладья · g1 белый король | a8 чёрная ладья · f8 чёрный король · h8 чёрная ладья · a7 чёрная пешка · b7 чёрная пешка · c7 чёрная пешка · e7 чёрный конь · f7 чёрный конь · h7 чёрная пешка · e6 белый конь · f6 белый конь · e5 чёрная пешка · d4 чёрный слон · a3 чёрный ферзь · a2 белая пешка · f2 белая пешка · g2 белая пешка · h2 белая пешка · a1 белая ладья · e1 белая ладья · g1 белый король | a8 чёрная ладья · f8 чёрный король · h8 чёрная ладья · a7 чёрная пешка · b7 чёрная пешка · c7 чёрная пешка · e7 чёрный конь · f7 чёрный конь · h7 чёрная пешка · e6 белый конь · f6 белый конь · e5 чёрная пешка · d4 чёрный слон · a3 чёрный ферзь · a2 белая пешка · f2 белая пешка · g2 белая пешка · h2 белая пешка · a1 белая ладья · e1 белая ладья · g1 белый король | a8 чёрная ладья · f8 чёрный король · h8 чёрная ладья · a7 чёрная пешка · b7 чёрная пешка · c7 чёрная пешка · e7 чёрный конь · f7 чёрный конь · h7 чёрная пешка · e6 белый конь · f6 белый конь · e5 чёрная пешка · d4 чёрный слон · a3 чёрный ферзь · a2 белая пешка · f2 белая пешка · g2 белая пешка · h2 белая пешка · a1 белая ладья · e1 белая ладья · g1 белый король | a8 чёрная ладья · f8 чёрный король · h8 чёрная ладья · a7 чёрная пешка · b7 чёрная пешка · c7 чёрная пешка · e7 чёрный конь · f7 чёрный конь · h7 чёрная пешка · e6 белый конь · f6 белый конь · e5 чёрная пешка · d4 чёрный слон · a3 чёрный ферзь · a2 белая пешка · f2 белая пешка · g2 белая пешка · h2 белая пешка · a1 белая ладья · e1 белая ладья · g1 белый король | 7 |
| 6 | a8 чёрная ладья · f8 чёрный король · h8 чёрная ладья · a7 чёрная пешка · b7 чёрная пешка · c7 чёрная пешка · e7 чёрный конь · f7 чёрный конь · h7 чёрная пешка · e6 белый конь · f6 белый конь · e5 чёрная пешка · d4 чёрный слон · a3 чёрный ферзь · a2 белая пешка · f2 белая пешка · g2 белая пешка · h2 белая пешка · a1 белая ладья · e1 белая ладья · g1 белый король | a8 чёрная ладья · f8 чёрный король · h8 чёрная ладья · a7 чёрная пешка · b7 чёрная пешка · c7 чёрная пешка · e7 чёрный конь · f7 чёрный конь · h7 чёрная пешка · e6 белый конь · f6 белый конь · e5 чёрная пешка · d4 чёрный слон · a3 чёрный ферзь · a2 белая пешка · f2 белая пешка · g2 белая пешка · h2 белая пешка · a1 белая ладья · e1 белая ладья · g1 белый король | a8 чёрная ладья · f8 чёрный король · h8 чёрная ладья · a7 чёрная пешка · b7 чёрная пешка · c7 чёрная пешка · e7 чёрный конь · f7 чёрный конь · h7 чёрная пешка · e6 белый конь · f6 белый конь · e5 чёрная пешка · d4 чёрный слон · a3 чёрный ферзь · a2 белая пешка · f2 белая пешка · g2 белая пешка · h2 белая пешка · a1 белая ладья · e1 белая ладья · g1 белый король | a8 чёрная ладья · f8 чёрный король · h8 чёрная ладья · a7 чёрная пешка · b7 чёрная пешка · c7 чёрная пешка · e7 чёрный конь · f7 чёрный конь · h7 чёрная пешка · e6 белый конь · f6 белый конь · e5 чёрная пешка · d4 чёрный слон · a3 чёрный ферзь · a2 белая пешка · f2 белая пешка · g2 белая пешка · h2 белая пешка · a1 белая ладья · e1 белая ладья · g1 белый король | a8 чёрная ладья · f8 чёрный король · h8 чёрная ладья · a7 чёрная пешка · b7 чёрная пешка · c7 чёрная пешка · e7 чёрный конь · f7 чёрный конь · h7 чёрная пешка · e6 белый конь · f6 белый конь · e5 чёрная пешка · d4 чёрный слон · a3 чёрный ферзь · a2 белая пешка · f2 белая пешка · g2 белая пешка · h2 белая пешка · a1 белая ладья · e1 белая ладья · g1 белый король | a8 чёрная ладья · f8 чёрный король · h8 чёрная ладья · a7 чёрная пешка · b7 чёрная пешка · c7 чёрная пешка · e7 чёрный конь · f7 чёрный конь · h7 чёрная пешка · e6 белый конь · f6 белый конь · e5 чёрная пешка · d4 чёрный слон · a3 чёрный ферзь · a2 белая пешка · f2 белая пешка · g2 белая пешка · h2 белая пешка · a1 белая ладья · e1 белая ладья · g1 белый король | a8 чёрная ладья · f8 чёрный король · h8 чёрная ладья · a7 чёрная пешка · b7 чёрная пешка · c7 чёрная пешка · e7 чёрный конь · f7 чёрный конь · h7 чёрная пешка · e6 белый конь · f6 белый конь · e5 чёрная пешка · d4 чёрный слон · a3 чёрный ферзь · a2 белая пешка · f2 белая пешка · g2 белая пешка · h2 белая пешка · a1 белая ладья · e1 белая ладья · g1 белый король | a8 чёрная ладья · f8 чёрный король · h8 чёрная ладья · a7 чёрная пешка · b7 чёрная пешка · c7 чёрная пешка · e7 чёрный конь · f7 чёрный конь · h7 чёрная пешка · e6 белый конь · f6 белый конь · e5 чёрная пешка · d4 чёрный слон · a3 чёрный ферзь · a2 белая пешка · f2 белая пешка · g2 белая пешка · h2 белая пешка · a1 белая ладья · e1 белая ладья · g1 белый король | 6 |
| 5 | a8 чёрная ладья · f8 чёрный король · h8 чёрная ладья · a7 чёрная пешка · b7 чёрная пешка · c7 чёрная пешка · e7 чёрный конь · f7 чёрный конь · h7 чёрная пешка · e6 белый конь · f6 белый конь · e5 чёрная пешка · d4 чёрный слон · a3 чёрный ферзь · a2 белая пешка · f2 белая пешка · g2 белая пешка · h2 белая пешка · a1 белая ладья · e1 белая ладья · g1 белый король | a8 чёрная ладья · f8 чёрный король · h8 чёрная ладья · a7 чёрная пешка · b7 чёрная пешка · c7 чёрная пешка · e7 чёрный конь · f7 чёрный конь · h7 чёрная пешка · e6 белый конь · f6 белый конь · e5 чёрная пешка · d4 чёрный слон · a3 чёрный ферзь · a2 белая пешка · f2 белая пешка · g2 белая пешка · h2 белая пешка · a1 белая ладья · e1 белая ладья · g1 белый король | a8 чёрная ладья · f8 чёрный король · h8 чёрная ладья · a7 чёрная пешка · b7 чёрная пешка · c7 чёрная пешка · e7 чёрный конь · f7 чёрный конь · h7 чёрная пешка · e6 белый конь · f6 белый конь · e5 чёрная пешка · d4 чёрный слон · a3 чёрный ферзь · a2 белая пешка · f2 белая пешка · g2 белая пешка · h2 белая пешка · a1 белая ладья · e1 белая ладья · g1 белый король | a8 чёрная ладья · f8 чёрный король · h8 чёрная ладья · a7 чёрная пешка · b7 чёрная пешка · c7 чёрная пешка · e7 чёрный конь · f7 чёрный конь · h7 чёрная пешка · e6 белый конь · f6 белый конь · e5 чёрная пешка · d4 чёрный слон · a3 чёрный ферзь · a2 белая пешка · f2 белая пешка · g2 белая пешка · h2 белая пешка · a1 белая ладья · e1 белая ладья · g1 белый король | a8 чёрная ладья · f8 чёрный король · h8 чёрная ладья · a7 чёрная пешка · b7 чёрная пешка · c7 чёрная пешка · e7 чёрный конь · f7 чёрный конь · h7 чёрная пешка · e6 белый конь · f6 белый конь · e5 чёрная пешка · d4 чёрный слон · a3 чёрный ферзь · a2 белая пешка · f2 белая пешка · g2 белая пешка · h2 белая пешка · a1 белая ладья · e1 белая ладья · g1 белый король | a8 чёрная ладья · f8 чёрный король · h8 чёрная ладья · a7 чёрная пешка · b7 чёрная пешка · c7 чёрная пешка · e7 чёрный конь · f7 чёрный конь · h7 чёрная пешка · e6 белый конь · f6 белый конь · e5 чёрная пешка · d4 чёрный слон · a3 чёрный ферзь · a2 белая пешка · f2 белая пешка · g2 белая пешка · h2 белая пешка · a1 белая ладья · e1 белая ладья · g1 белый король | a8 чёрная ладья · f8 чёрный король · h8 чёрная ладья · a7 чёрная пешка · b7 чёрная пешка · c7 чёрная пешка · e7 чёрный конь · f7 чёрный конь · h7 чёрная пешка · e6 белый конь · f6 белый конь · e5 чёрная пешка · d4 чёрный слон · a3 чёрный ферзь · a2 белая пешка · f2 белая пешка · g2 белая пешка · h2 белая пешка · a1 белая ладья · e1 белая ладья · g1 белый король | a8 чёрная ладья · f8 чёрный король · h8 чёрная ладья · a7 чёрная пешка · b7 чёрная пешка · c7 чёрная пешка · e7 чёрный конь · f7 чёрный конь · h7 чёрная пешка · e6 белый конь · f6 белый конь · e5 чёрная пешка · d4 чёрный слон · a3 чёрный ферзь · a2 белая пешка · f2 белая пешка · g2 белая пешка · h2 белая пешка · a1 белая ладья · e1 белая ладья · g1 белый король | 5 |
| 4 | a8 чёрная ладья · f8 чёрный король · h8 чёрная ладья · a7 чёрная пешка · b7 чёрная пешка · c7 чёрная пешка · e7 чёрный конь · f7 чёрный конь · h7 чёрная пешка · e6 белый конь · f6 белый конь · e5 чёрная пешка · d4 чёрный слон · a3 чёрный ферзь · a2 белая пешка · f2 белая пешка · g2 белая пешка · h2 белая пешка · a1 белая ладья · e1 белая ладья · g1 белый король | a8 чёрная ладья · f8 чёрный король · h8 чёрная ладья · a7 чёрная пешка · b7 чёрная пешка · c7 чёрная пешка · e7 чёрный конь · f7 чёрный конь · h7 чёрная пешка · e6 белый конь · f6 белый конь · e5 чёрная пешка · d4 чёрный слон · a3 чёрный ферзь · a2 белая пешка · f2 белая пешка · g2 белая пешка · h2 белая пешка · a1 белая ладья · e1 белая ладья · g1 белый король | a8 чёрная ладья · f8 чёрный король · h8 чёрная ладья · a7 чёрная пешка · b7 чёрная пешка · c7 чёрная пешка · e7 чёрный конь · f7 чёрный конь · h7 чёрная пешка · e6 белый конь · f6 белый конь · e5 чёрная пешка · d4 чёрный слон · a3 чёрный ферзь · a2 белая пешка · f2 белая пешка · g2 белая пешка · h2 белая пешка · a1 белая ладья · e1 белая ладья · g1 белый король | a8 чёрная ладья · f8 чёрный король · h8 чёрная ладья · a7 чёрная пешка · b7 чёрная пешка · c7 чёрная пешка · e7 чёрный конь · f7 чёрный конь · h7 чёрная пешка · e6 белый конь · f6 белый конь · e5 чёрная пешка · d4 чёрный слон · a3 чёрный ферзь · a2 белая пешка · f2 белая пешка · g2 белая пешка · h2 белая пешка · a1 белая ладья · e1 белая ладья · g1 белый король | a8 чёрная ладья · f8 чёрный король · h8 чёрная ладья · a7 чёрная пешка · b7 чёрная пешка · c7 чёрная пешка · e7 чёрный конь · f7 чёрный конь · h7 чёрная пешка · e6 белый конь · f6 белый конь · e5 чёрная пешка · d4 чёрный слон · a3 чёрный ферзь · a2 белая пешка · f2 белая пешка · g2 белая пешка · h2 белая пешка · a1 белая ладья · e1 белая ладья · g1 белый король | a8 чёрная ладья · f8 чёрный король · h8 чёрная ладья · a7 чёрная пешка · b7 чёрная пешка · c7 чёрная пешка · e7 чёрный конь · f7 чёрный конь · h7 чёрная пешка · e6 белый конь · f6 белый конь · e5 чёрная пешка · d4 чёрный слон · a3 чёрный ферзь · a2 белая пешка · f2 белая пешка · g2 белая пешка · h2 белая пешка · a1 белая ладья · e1 белая ладья · g1 белый король | a8 чёрная ладья · f8 чёрный король · h8 чёрная ладья · a7 чёрная пешка · b7 чёрная пешка · c7 чёрная пешка · e7 чёрный конь · f7 чёрный конь · h7 чёрная пешка · e6 белый конь · f6 белый конь · e5 чёрная пешка · d4 чёрный слон · a3 чёрный ферзь · a2 белая пешка · f2 белая пешка · g2 белая пешка · h2 белая пешка · a1 белая ладья · e1 белая ладья · g1 белый король | a8 чёрная ладья · f8 чёрный король · h8 чёрная ладья · a7 чёрная пешка · b7 чёрная пешка · c7 чёрная пешка · e7 чёрный конь · f7 чёрный конь · h7 чёрная пешка · e6 белый конь · f6 белый конь · e5 чёрная пешка · d4 чёрный слон · a3 чёрный ферзь · a2 белая пешка · f2 белая пешка · g2 белая пешка · h2 белая пешка · a1 белая ладья · e1 белая ладья · g1 белый король | 4 |
| 3 | a8 чёрная ладья · f8 чёрный король · h8 чёрная ладья · a7 чёрная пешка · b7 чёрная пешка · c7 чёрная пешка · e7 чёрный конь · f7 чёрный конь · h7 чёрная пешка · e6 белый конь · f6 белый конь · e5 чёрная пешка · d4 чёрный слон · a3 чёрный ферзь · a2 белая пешка · f2 белая пешка · g2 белая пешка · h2 белая пешка · a1 белая ладья · e1 белая ладья · g1 белый король | a8 чёрная ладья · f8 чёрный король · h8 чёрная ладья · a7 чёрная пешка · b7 чёрная пешка · c7 чёрная пешка · e7 чёрный конь · f7 чёрный конь · h7 чёрная пешка · e6 белый конь · f6 белый конь · e5 чёрная пешка · d4 чёрный слон · a3 чёрный ферзь · a2 белая пешка · f2 белая пешка · g2 белая пешка · h2 белая пешка · a1 белая ладья · e1 белая ладья · g1 белый король | a8 чёрная ладья · f8 чёрный король · h8 чёрная ладья · a7 чёрная пешка · b7 чёрная пешка · c7 чёрная пешка · e7 чёрный конь · f7 чёрный конь · h7 чёрная пешка · e6 белый конь · f6 белый конь · e5 чёрная пешка · d4 чёрный слон · a3 чёрный ферзь · a2 белая пешка · f2 белая пешка · g2 белая пешка · h2 белая пешка · a1 белая ладья · e1 белая ладья · g1 белый король | a8 чёрная ладья · f8 чёрный король · h8 чёрная ладья · a7 чёрная пешка · b7 чёрная пешка · c7 чёрная пешка · e7 чёрный конь · f7 чёрный конь · h7 чёрная пешка · e6 белый конь · f6 белый конь · e5 чёрная пешка · d4 чёрный слон · a3 чёрный ферзь · a2 белая пешка · f2 белая пешка · g2 белая пешка · h2 белая пешка · a1 белая ладья · e1 белая ладья · g1 белый король | a8 чёрная ладья · f8 чёрный король · h8 чёрная ладья · a7 чёрная пешка · b7 чёрная пешка · c7 чёрная пешка · e7 чёрный конь · f7 чёрный конь · h7 чёрная пешка · e6 белый конь · f6 белый конь · e5 чёрная пешка · d4 чёрный слон · a3 чёрный ферзь · a2 белая пешка · f2 белая пешка · g2 белая пешка · h2 белая пешка · a1 белая ладья · e1 белая ладья · g1 белый король | a8 чёрная ладья · f8 чёрный король · h8 чёрная ладья · a7 чёрная пешка · b7 чёрная пешка · c7 чёрная пешка · e7 чёрный конь · f7 чёрный конь · h7 чёрная пешка · e6 белый конь · f6 белый конь · e5 чёрная пешка · d4 чёрный слон · a3 чёрный ферзь · a2 белая пешка · f2 белая пешка · g2 белая пешка · h2 белая пешка · a1 белая ладья · e1 белая ладья · g1 белый король | a8 чёрная ладья · f8 чёрный король · h8 чёрная ладья · a7 чёрная пешка · b7 чёрная пешка · c7 чёрная пешка · e7 чёрный конь · f7 чёрный конь · h7 чёрная пешка · e6 белый конь · f6 белый конь · e5 чёрная пешка · d4 чёрный слон · a3 чёрный ферзь · a2 белая пешка · f2 белая пешка · g2 белая пешка · h2 белая пешка · a1 белая ладья · e1 белая ладья · g1 белый король | a8 чёрная ладья · f8 чёрный король · h8 чёрная ладья · a7 чёрная пешка · b7 чёрная пешка · c7 чёрная пешка · e7 чёрный конь · f7 чёрный конь · h7 чёрная пешка · e6 белый конь · f6 белый конь · e5 чёрная пешка · d4 чёрный слон · a3 чёрный ферзь · a2 белая пешка · f2 белая пешка · g2 белая пешка · h2 белая пешка · a1 белая ладья · e1 белая ладья · g1 белый король | 3 |
| 2 | a8 чёрная ладья · f8 чёрный король · h8 чёрная ладья · a7 чёрная пешка · b7 чёрная пешка · c7 чёрная пешка · e7 чёрный конь · f7 чёрный конь · h7 чёрная пешка · e6 белый конь · f6 белый конь · e5 чёрная пешка · d4 чёрный слон · a3 чёрный ферзь · a2 белая пешка · f2 белая пешка · g2 белая пешка · h2 белая пешка · a1 белая ладья · e1 белая ладья · g1 белый король | a8 чёрная ладья · f8 чёрный король · h8 чёрная ладья · a7 чёрная пешка · b7 чёрная пешка · c7 чёрная пешка · e7 чёрный конь · f7 чёрный конь · h7 чёрная пешка · e6 белый конь · f6 белый конь · e5 чёрная пешка · d4 чёрный слон · a3 чёрный ферзь · a2 белая пешка · f2 белая пешка · g2 белая пешка · h2 белая пешка · a1 белая ладья · e1 белая ладья · g1 белый король | a8 чёрная ладья · f8 чёрный король · h8 чёрная ладья · a7 чёрная пешка · b7 чёрная пешка · c7 чёрная пешка · e7 чёрный конь · f7 чёрный конь · h7 чёрная пешка · e6 белый конь · f6 белый конь · e5 чёрная пешка · d4 чёрный слон · a3 чёрный ферзь · a2 белая пешка · f2 белая пешка · g2 белая пешка · h2 белая пешка · a1 белая ладья · e1 белая ладья · g1 белый король | a8 чёрная ладья · f8 чёрный король · h8 чёрная ладья · a7 чёрная пешка · b7 чёрная пешка · c7 чёрная пешка · e7 чёрный конь · f7 чёрный конь · h7 чёрная пешка · e6 белый конь · f6 белый конь · e5 чёрная пешка · d4 чёрный слон · a3 чёрный ферзь · a2 белая пешка · f2 белая пешка · g2 белая пешка · h2 белая пешка · a1 белая ладья · e1 белая ладья · g1 белый король | a8 чёрная ладья · f8 чёрный король · h8 чёрная ладья · a7 чёрная пешка · b7 чёрная пешка · c7 чёрная пешка · e7 чёрный конь · f7 чёрный конь · h7 чёрная пешка · e6 белый конь · f6 белый конь · e5 чёрная пешка · d4 чёрный слон · a3 чёрный ферзь · a2 белая пешка · f2 белая пешка · g2 белая пешка · h2 белая пешка · a1 белая ладья · e1 белая ладья · g1 белый король | a8 чёрная ладья · f8 чёрный король · h8 чёрная ладья · a7 чёрная пешка · b7 чёрная пешка · c7 чёрная пешка · e7 чёрный конь · f7 чёрный конь · h7 чёрная пешка · e6 белый конь · f6 белый конь · e5 чёрная пешка · d4 чёрный слон · a3 чёрный ферзь · a2 белая пешка · f2 белая пешка · g2 белая пешка · h2 белая пешка · a1 белая ладья · e1 белая ладья · g1 белый король | a8 чёрная ладья · f8 чёрный король · h8 чёрная ладья · a7 чёрная пешка · b7 чёрная пешка · c7 чёрная пешка · e7 чёрный конь · f7 чёрный конь · h7 чёрная пешка · e6 белый конь · f6 белый конь · e5 чёрная пешка · d4 чёрный слон · a3 чёрный ферзь · a2 белая пешка · f2 белая пешка · g2 белая пешка · h2 белая пешка · a1 белая ладья · e1 белая ладья · g1 белый король | a8 чёрная ладья · f8 чёрный король · h8 чёрная ладья · a7 чёрная пешка · b7 чёрная пешка · c7 чёрная пешка · e7 чёрный конь · f7 чёрный конь · h7 чёрная пешка · e6 белый конь · f6 белый конь · e5 чёрная пешка · d4 чёрный слон · a3 чёрный ферзь · a2 белая пешка · f2 белая пешка · g2 белая пешка · h2 белая пешка · a1 белая ладья · e1 белая ладья · g1 белый король | 2 |
| 1 | a8 чёрная ладья · f8 чёрный король · h8 чёрная ладья · a7 чёрная пешка · b7 чёрная пешка · c7 чёрная пешка · e7 чёрный конь · f7 чёрный конь · h7 чёрная пешка · e6 белый конь · f6 белый конь · e5 чёрная пешка · d4 чёрный слон · a3 чёрный ферзь · a2 белая пешка · f2 белая пешка · g2 белая пешка · h2 белая пешка · a1 белая ладья · e1 белая ладья · g1 белый король | a8 чёрная ладья · f8 чёрный король · h8 чёрная ладья · a7 чёрная пешка · b7 чёрная пешка · c7 чёрная пешка · e7 чёрный конь · f7 чёрный конь · h7 чёрная пешка · e6 белый конь · f6 белый конь · e5 чёрная пешка · d4 чёрный слон · a3 чёрный ферзь · a2 белая пешка · f2 белая пешка · g2 белая пешка · h2 белая пешка · a1 белая ладья · e1 белая ладья · g1 белый король | a8 чёрная ладья · f8 чёрный король · h8 чёрная ладья · a7 чёрная пешка · b7 чёрная пешка · c7 чёрная пешка · e7 чёрный конь · f7 чёрный конь · h7 чёрная пешка · e6 белый конь · f6 белый конь · e5 чёрная пешка · d4 чёрный слон · a3 чёрный ферзь · a2 белая пешка · f2 белая пешка · g2 белая пешка · h2 белая пешка · a1 белая ладья · e1 белая ладья · g1 белый король | a8 чёрная ладья · f8 чёрный король · h8 чёрная ладья · a7 чёрная пешка · b7 чёрная пешка · c7 чёрная пешка · e7 чёрный конь · f7 чёрный конь · h7 чёрная пешка · e6 белый конь · f6 белый конь · e5 чёрная пешка · d4 чёрный слон · a3 чёрный ферзь · a2 белая пешка · f2 белая пешка · g2 белая пешка · h2 белая пешка · a1 белая ладья · e1 белая ладья · g1 белый король | a8 чёрная ладья · f8 чёрный король · h8 чёрная ладья · a7 чёрная пешка · b7 чёрная пешка · c7 чёрная пешка · e7 чёрный конь · f7 чёрный конь · h7 чёрная пешка · e6 белый конь · f6 белый конь · e5 чёрная пешка · d4 чёрный слон · a3 чёрный ферзь · a2 белая пешка · f2 белая пешка · g2 белая пешка · h2 белая пешка · a1 белая ладья · e1 белая ладья · g1 белый король | a8 чёрная ладья · f8 чёрный король · h8 чёрная ладья · a7 чёрная пешка · b7 чёрная пешка · c7 чёрная пешка · e7 чёрный конь · f7 чёрный конь · h7 чёрная пешка · e6 белый конь · f6 белый конь · e5 чёрная пешка · d4 чёрный слон · a3 чёрный ферзь · a2 белая пешка · f2 белая пешка · g2 белая пешка · h2 белая пешка · a1 белая ладья · e1 белая ладья · g1 белый король | a8 чёрная ладья · f8 чёрный король · h8 чёрная ладья · a7 чёрная пешка · b7 чёрная пешка · c7 чёрная пешка · e7 чёрный конь · f7 чёрный конь · h7 чёрная пешка · e6 белый конь · f6 белый конь · e5 чёрная пешка · d4 чёрный слон · a3 чёрный ферзь · a2 белая пешка · f2 белая пешка · g2 белая пешка · h2 белая пешка · a1 белая ладья · e1 белая ладья · g1 белый король | a8 чёрная ладья · f8 чёрный король · h8 чёрная ладья · a7 чёрная пешка · b7 чёрная пешка · c7 чёрная пешка · e7 чёрный конь · f7 чёрный конь · h7 чёрная пешка · e6 белый конь · f6 белый конь · e5 чёрная пешка · d4 чёрный слон · a3 чёрный ферзь · a2 белая пешка · f2 белая пешка · g2 белая пешка · h2 белая пешка · a1 белая ладья · e1 белая ладья · g1 белый король | 1 |
|   | a | b | c | d | e | f | g | h |   |

Герман Клеменц — Фридрих Айзеншмидт, Дерпт, 1862
Гамбит Эванса
1. e4 e5 2. Кf3 Кc6 3. Сc4 Сc5 4. b4 С:b4 5. c3 Сc5 6. d4 ed 7. cd Сb6 8. 0—0 d6 9. Кc3 Сd7 10. e5 de 11. Лe1 Кge7 12. Кg5 Сe6 13. С:e6 fe 14. К:e6 Фd6 15. К:g7+ Крf8 16. Фg4 С:d4 17. Кe4 Фb4 18. Кe6+ Крe8 19. Кf6+ Крf7 20. Кg5+ Крf8 21. Сa3 Ф:a3 22. Фe6 Кd8 23. Фf7+ К:f7 24. Кe6× 1-0